# نیترات سیتی (آلاباما)
نیترات سیتی (به انگلیسی: Nitrate City) یک منطقهٔ مسکونی در ایالات متحده آمریکا است که در شهرستان کلبرت، آلاباما واقع شده‌است. نیترات سیتی ۱۷۴٫۰۴ متر بالاتر از سطح دریا قرار دارد.